# Ярчівці

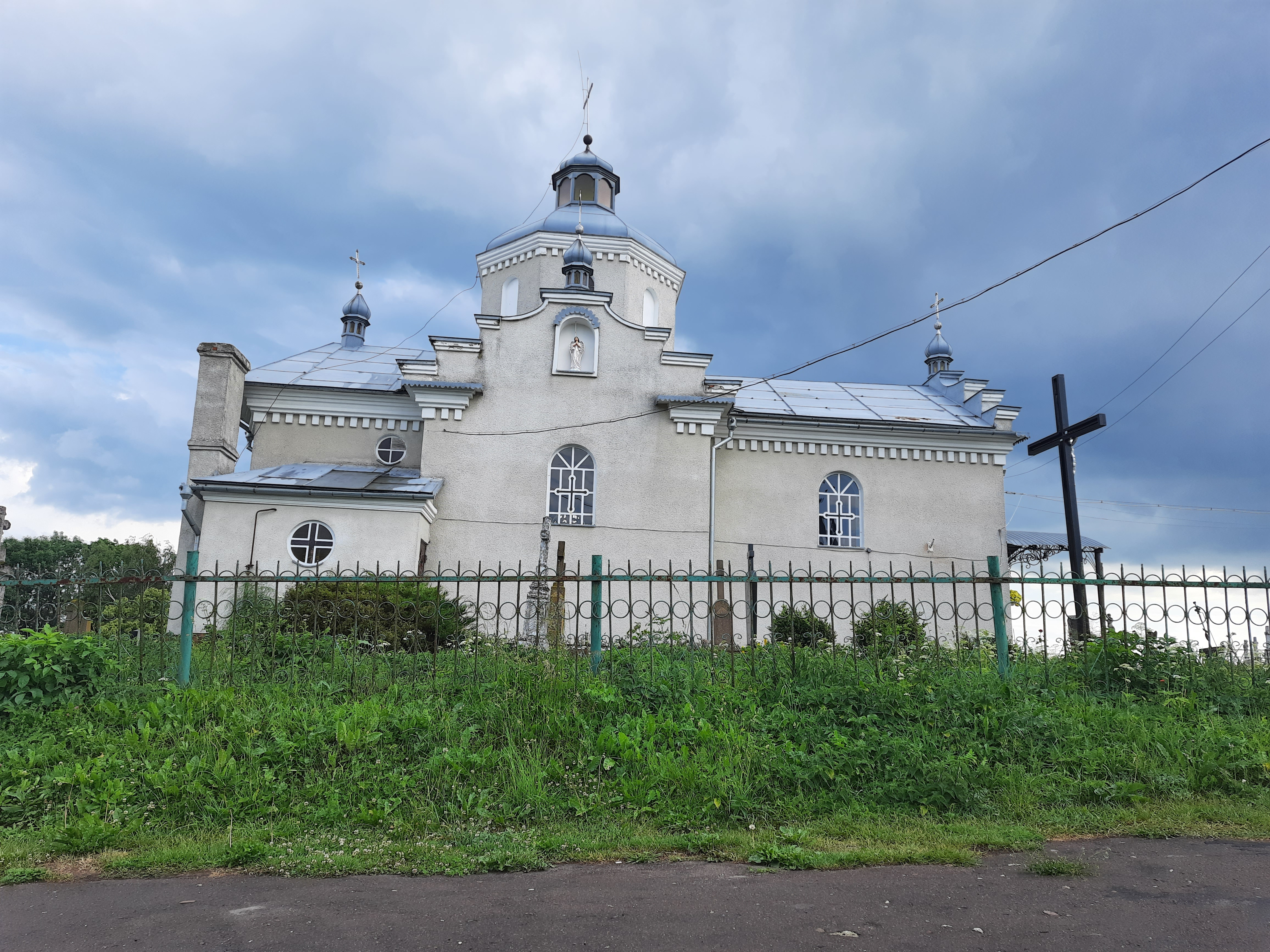
Церква Святої Параскеви Терновської

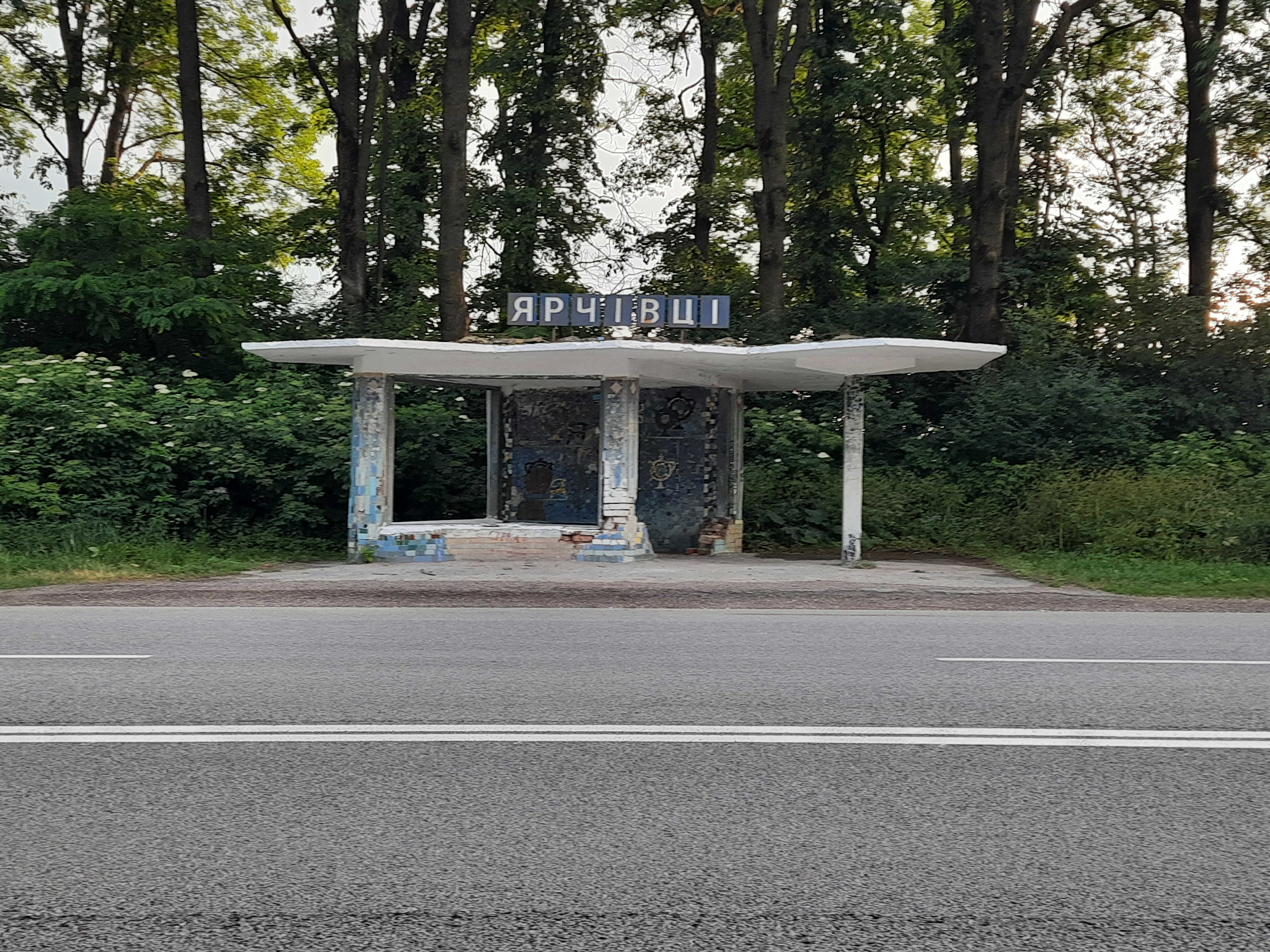
Автобусна зупинка

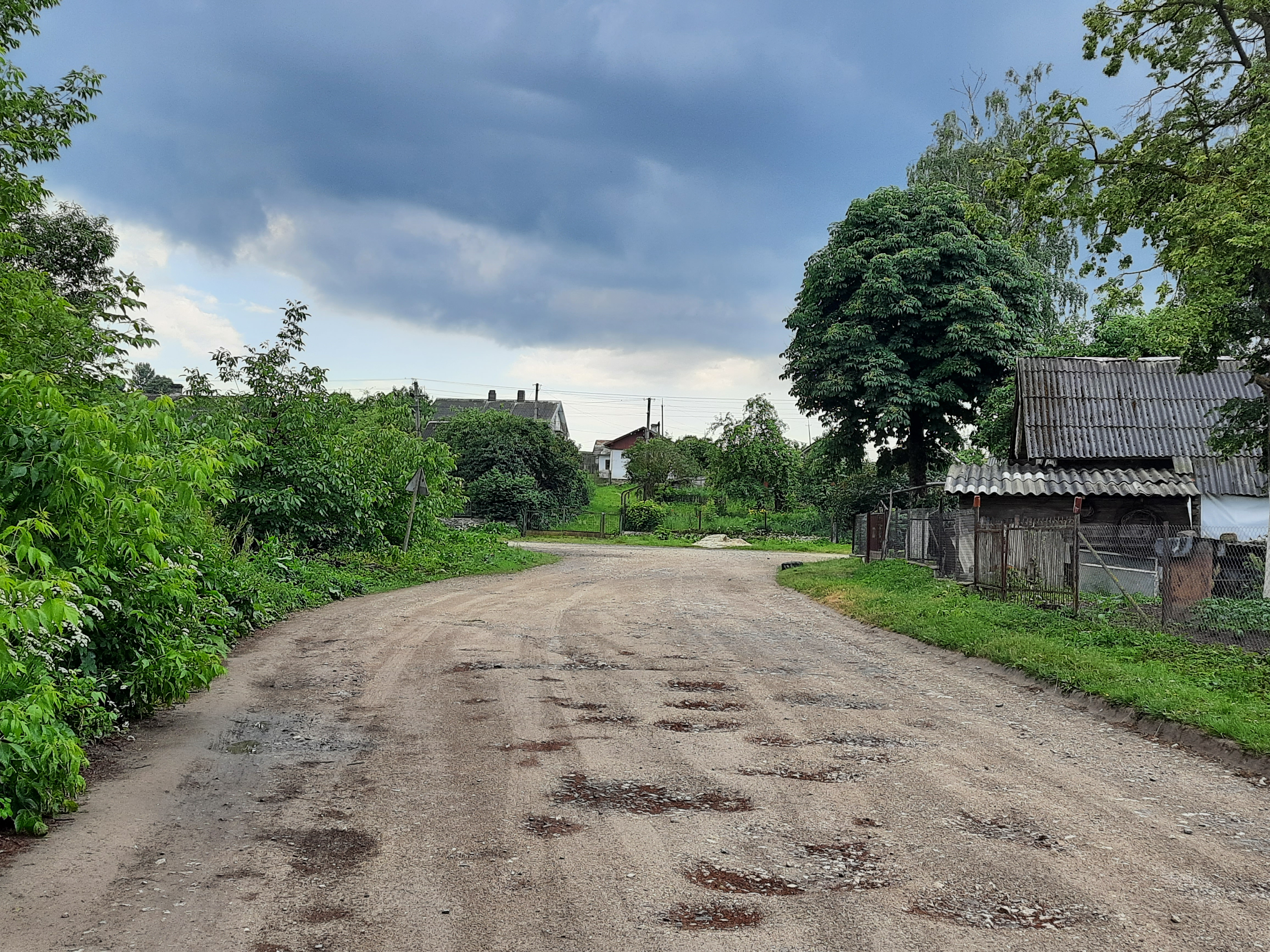
Сільська вулиця

Я́рчівці — село в Україні, у Зборівській міській громаді Тернопільського району Тернопільської області. Розташоване на річці Гнилка, в центрі району. До 2016 — центр сільради, якій були підпорядковані села Вільшанка, Волосівка, Жуківці, Мшана та Підгайчики. 
Залізнична станція на лінії Львів — Красне — Тернопіль.
Населення — 387 осіб (2007).

## Історія
В архівних документах вперше село Ярчівці згадано в 1645 році, де збережено присягу селян Ярчовець, Кабарівець, Кудобинець в тому, що вони після спустошень не можуть сплатити податку. Ймовірно Ярчівці були свідком битви під Зборовом польського війська Яна Собеського з військом Богдана Хмельницького і перемоги козаків.
Відоме від XVII ст. Назва села походить від слов'янського імені Яр (Ярчилко, Ярилко).
XVIII—XIX ст. в Ярчівцях утримували чистокровних коней арабської породи. Зокрема, за часу дідицтва графа, відомого балаґули Юліяна Дідушицького.
1786 року неподалік села розпочалося будівництво «цісарського гостинця», битого шляху, який поліпшував сполучення з іншими місцевостями. Очевидно, мав уже тверде камінне покриття. Ярчівці опинилися біля битого шляху, який манив молодих у світ.  Через століття після будівництва твердої дороги до Тернополя — в 1875 р. розпочато будівництво залізниці, яка з'єднала Львів та Тернопіль, вона принесла багато корисного для ярчівлян, а найперше — забезпечувала багатьох роботою, покращувала сполучення з іншими теренами. Проте ці вигоди від близькості залізниці  мають свої недоліки. За час її існування багато ярчівлян задля вигоди цивілізації загинули в нещасних випадках на колії, а парова тяга, яка вже тоді існувала, забруднювала навколишнє середовище. У 1880 році, як подає Географічний словник, в Ярчівцях проживало всього 515 мешканців, з них: греко-католиків — 477, римо-католиків — 38. Греко-католики мали свою парафію в селі, римо-католики належали до парафії у Зборові.  В той час в багатьох селах виникають позичкові каси. Від 1902 року в Ярчівцях почала діяти позичкова каса Райфайзена. При новому територіальному поділі 1905 р. було створено Зборівський повіт.
12 червня 2020 року, відповідно до розпорядження Кабінету Міністрів України № 724-р «Про визначення адміністративних центрів та затвердження територій територіальних громад Тернопільської області» увійшло до складу Зборівської міської громади.
19 липня 2020 року, в результаті адміністративно-територіальної реформи та ліквідації Зборівського району, село увійшло до складу Тернопільського району.

## Населення

### Мова
Розподіл населення за рідною мовою за даними перепису 2001 року:
| Мова       | Кількість | Відсоток |
| ---------- | --------- | -------- |
| українська | 393       | 99.75%   |
| вірменська | 1         | 0.25%    |
| Усього     | 394       | 100%     |

## «Просвіта» у Ярчівцях
У кінці ХІХ століття у Галичині жваво розвивалося українське культурне життя, що скупчилося у двох протиборчих організаціях: «Обществі ім. Ми- хайла Качковського» (русофіли) та товаристві «Просвіта» (українофіли). Русофіли — в основному українські священики промосковської орієнтації, які сподівалися, що російський цар-батюшка звільнить українців і візьме «під свою руку». Українофіли покладалися на звільнення власними силами або розраховували на милість австрійського цісаря. В багатьох селах русофіли заснували хати-читальні, щоб ширити освіту, ідеї свого товариства в народі. Таку читальню 1901 року було закладено і в Ярчівцях, очевидно, парохом Миколою Задорожним. Із заснуванням 1863 року у Львові товариства «Просвіта» та його читалень молодь разом із свідомими селянами реорганізовували русофільські читальні в читальні «Просвіти», почали об'єднуватися в пожежно-спортивні товариства «Січ», «Сокіл», «Луг». Подібне відбувалося й у селі Ярчівці. Письмові джерела засвідчують, що в селі ще 1901 року парох-русофіл організував хату-читальню, яка згодом, 1904 року, була реорганізована в читальню «Просвіти». 1904 року в Підгайчиках теж діяла читальня «Просвіти». Читальня передплачувала газети. Бібліотекар читальні Євген Якимович проводив читання на історичні теми, читав доповіді. Робота хати-читальні «Просвіти» в селі велася планомірно і безперервно, проводили відчити (звіти), ставили вистави, організовували фестини і заба- ви. Основну роботу вела молодь, яка керувала хором і самодіяльним гуртком. До читальні правління залучено молодь села, яка організовувала і проводила культурні заходи. 

## Легенда виникнення села
У часи татарського набігу на подільські землі сталася така подія. Була темна дощова ніч. Татари, які нищили села, забирали людей у ясир, зупинилися табором в березовому гаї на Шустовій горі (за залізничною колією, на ній колись проживав господар Шуст; все поле і гай на горі належали йому). Татари гнали великий ясир багато юнаків і дівчат. Ранком табір відійшов. Але вночі з неволі вдалося втекти хлопцеві та дівчині. Вони цілий тиждень блукали в гаю перш ніж зустрітися. Навколо не було нікого, ніяких поселень, ані людей, тільки ліси і поляни. Ходили вони довго, а їжі не знаходили. Їх зморив страшенний голод. Змучені, голодні посідали і, обнявшися, заснули. Вночі дівчині приснилася молода жінка з незвичним ясним сяйвом навколо голови. Це була Мати Божа. Вона сказала: «Ідіть на південь, спустіться в яр, там знайдете хліб і воду». Проснувшись вранці, дівчина розповіла хлопцеві свій сон. Вони взялися за руки і пішли, як їм вказала Богородиця. Там знайшли колоски пшениці та ягоди малини, неподалік било джерельце, яке утворювало невеликий потічок. Завдяки цьому вони вижили. Та місцина їм сподобалася, і тут, в яру, вони залишилися жити. Побудували хату, народили дітей. Минули роки. Коло молодят почали поселятися й інші. Людей ставало все більше і більше. Так утворилося село і мешканці назвали його Ярчівцями, бо розташувалося воно в яру і понад яром. А молода пара взяла прізвище Березюки від березового гаю, де вони зустрілися. Ще досі в Ярчівцях проживає рід Березюків, які, за легендою, заклали тут село

## Пам'ятки
Є церква святої Параскеви Терновської (1990, мурована).
Споруджено пам'ятник воїнам-односельцям, полеглим у німецько-радянській війні (1975), насипано символічну могилу УСС.

## Соціальна сфера
Працюють ЗОШ І-II ступенів, клуб, бібліотека, ФАП, відділення зв'язку, торговельний заклад.

## Відомі люди

### Народилися
- Григорій Барвінський — священник, культурно-громад. діяч
- Омелян Польовий — український військовик, політв'язень, діяч ОУН і УПА
- Володимир Шанковський — лікар-кардіолог, працював в лікарнях Австрії.

### Перебували
- Юліуш Фортунат Коссак — польський художник (недовго проживав у дідича Ю. Дідушицького).